# Slåttertjärn (naturreservat)
Slåttertjärn är ett naturreservat i Lycksele kommun i Västerbottens län.
Området är naturskyddat sedan 2013 och är 171 hektar stort. Reservatet omfattar sjön Slåttertjärnen med våtmarker och bergssluttningar intill. Reservatet består på sluttningarna av granskog och i ett parti tallskog och kring tjärnen av gransumpskog och enstaka tallar på myrar.